# Porfirio (film)
Porfirio è un film del 2011 diretto da Alejandro Landes.
È stato presentato nella Quinzaine des réalisateurs del Festival di Cannes 2011.

## Trama
Il film è il racconto della quotidianità di un uomo, Porfirio, la cui vita è stata intrappolata in un corpo paralizzato a causa di un proiettile vagante della polizia colombiana.
Confinato tra le mura di casa, affrontando i limiti della sua condizione fisica e le difficoltà economiche, Porfirio combatte con tenacia la sua lotta con il governo per ottenere un risarcimento. Quando capisce che la sua causa è persa, medita un gesto plateale a bordo di un aereo.

## Riconoscimenti
- 2011 - Âge d'Or/Filmvondsten
  - Premio miglior opera prima
- 2011 - International Film Festival of India
  - Pavone d'oro
- 2011 - Thessaloniki Film Festival
  - Bronze Alexander)
- 2011 - Amsterdam World Cinema Festival
  - Premio della giuria
- 2011 - Festival Biarritz Amérique Latine
  - Premio della giuria e Premio miglior attore
- 2011 - Festival de Cine La Orquídea Cuenca
  - Miglior regista